# يحيى بن البطريق
يحيى بن البطريق (ت. نحو 200 هـ / 815 م) هو مترجم آشوري. تفوق في ترجمة الكتب الإغريقية القديمة إلى العربية، رائدا في حركة الترجمة اليونانية العربية في عهد الإمبراطورية العباسية. كان مولى للمأمون، ويعرف أيضًا بـيوحنا الترجمان. ترجم بطلب من الخليفة المأمون معظم الكتب الطبية لجالينوس وأبقراط كما ترجم كتاب المقالات الأربع لبطليموس.
ذكر الزركلي أنه كان «أمينا على الترجمة، حسن التأدية للمعاني، ألكن اللسان في العربية. وكانت الفلسفة أغلب عليه من الطب.» كان يجيد اللاتينية واليونانية.

## آثاره
نقل إلى العربي:
- كتاب السياسة في تدبير الرئاسة، المنسوب خطأ إلى أرسطو.
- المقولات العشر لأرسطو.
- الآثار العلوية لأرسطو.
- كتاب الأربعة لبطليموس.
- محاورة طيماوس لأفلاطون.[6]